# What's My Name? (canção de DMX)
"What's My Name?" é uma canção de hip hop cantada pelo rapper americano DMX, que foi lançada como single em 1999. É o primeiro single de seu terceiro álbum ...And Then There Was X. O single chegou ao 67 na Billboard Hot 100.

## Informação da canção

### Videoclipe
O vídeo é parecido com o clipe de "Are You Gonna Go My Way", de Lenny Kravitz e "Is This Our Pleasure", de Mint Condition.

### Produção
O single foi produzido por Self Service e co-produzido por Irv Gotti.

## Paradas
| Parada                                          | Melhor posição |
| ----------------------------------------------- | -------------- |
| U.S. Billboard Hot 100                          | 67             |
| U.S. Billboard Hot R&B/Hip-Hop Singles & Tracks | 23             |
| U.S. Billboard Hot Rap Singles                  | 11             |